# Jeff Odgers
John Jeffrey Odgers (né le 31 mai 1969 à Spy Hill dans la province de Saskatchewan au Canada) est un joueur professionnel canadien de hockey sur glace. Il évoluait au poste d'ailier droit dans la Ligue nationale de hockey.

## Carrière
Dès son entrée dans la LNH avec l'équipe d'expansion des Sharks de San José en 1991-1992, il a su imposer sa présence sur la glace par son jeu solide.
Il joue d'abord quatre saisons chez les juniors avec les Wheat Kings de Brandon de la Ligue de hockey de l'Ouest, atteignant la marque des 30 buts lors de ses deux dernières saisons. Il était déjà reconnu comme un solide policier et était déjà craint par ses adversaires. À la fin de son périple au niveau junior, il n'est pas repêché, ni même signé par un club de la LNH, ce qui l'emmène à signer un contrat avec l'équipe des Blades de Kansas City de la Ligue internationale de hockey pour la saison 1990-1991.
La saison suivante, il signe à titre d'agent libre avec San José qui se préparait à disputer leur saison inaugurale. Il complète sa première saison avec à une fiche de 7 buts et des combats avec les meilleurs durs-à-cuire de la ligue tels Bob Probert et Marty McSorley. Durant les quatre saisons suivantes, il est un joueur régulier dans l'alignement des Sharks et aide le club à se rendre en demi-finale d'association en 1994. Au cours de la saison 1995-1996, il est même désigné capitaine de l'équipe.
En juin 1996, il est échangé aux Bruins de Boston avec un choix de repêchage en retour d'Al Iafrate et devient le protecteur du club pour une saison seulement, car l'été suivant, l'Avalanche du Colorado lui offrent un contrat, question de pouvoir ajouter un peu plus de force à l'équipe pour protéger les joueurs talentueux. En 1998-1999, avec son aide, ils atteignent les demi-finales d'association.
Odgers joue une saison de plus avec les Av's avant de se joindre aux Thrashers d'Atlanta à l'été 2000. En 2001-2002, il est en cours pour le trophée King-Clancy qui est remis au joueur de la LNH démontrant les meilleurs qualités de leadership sur et hors de la glace. Travailleur infatigable, il est même nommé assistant-capitaine lors de ses 3 dernières saisons, toutes passées avec la jeune franchise. Le 7 août 2003, après une carrière de 12 saisons dans la LNH et ayant cumulé près de 2 500 minutes de punitions, il annonce officiellement son retrait du hockey professionnel.
Il troque ses patins pour un micro et de 2005 à 2011 en étant analyste à la radio pour les parties des Thrashers. À la suite de la disparition de l'équipe, il rejoint l'organisation des Cougars de Prince George de la LHOu à titre de dépisteur.

## Statistiques
| Saison     | Équipe                 | Ligue      |     | Saison régulière | Saison régulière | Saison régulière | Saison régulière | Saison régulière |   | Séries éliminatoires | Séries éliminatoires | Séries éliminatoires | Séries éliminatoires | Séries éliminatoires |
| Saison     | Équipe                 | Ligue      | PJ  | B                | A                | Pts              | Pun              | PJ               | B | A                    | Pts                  | Pun                  |                      |                      |
| 1986-1987  | Wheat Kings de Brandon | LHOu       | 70  | 7                | 14               | 21               | 150              | -                | - | -                    | -                    | -                    |                      |                      |
| 1987-1988  | Wheat Kings de Brandon | LHOu       | 70  | 17               | 18               | 35               | 202              | 4                | 1 | 1                    | 2                    | 14                   |                      |                      |
| 1988-1989  | Wheat Kings de Brandon | LHOu       | 71  | 31               | 29               | 60               | 277              | -                | - | -                    | -                    | -                    |                      |                      |
| 1989-1990  | Wheat Kings de Brandon | LHOu       | 64  | 37               | 28               | 65               | 209              | -                | - | -                    | -                    | -                    |                      |                      |
| 1990-1991  | Blades de Kansas City  | LIH        | 77  | 12               | 19               | 31               | 318              | -                | - | -                    | -                    | -                    |                      |                      |
| 1991-1992  | Sharks de San José     | LNH        | 61  | 7                | 4                | 11               | 217              | -                | - | -                    | -                    | -                    |                      |                      |
| 1991-1992  | Blades de Kansas City  | LIH        | 12  | 2                | 2                | 4                | 56               | 4                | 2 | 1                    | 3                    | 0                    |                      |                      |
| 1992-1993  | Sharks de San José     | LNH        | 66  | 12               | 15               | 27               | 253              | -                | - | -                    | -                    | -                    |                      |                      |
| 1993-1994  | Sharks de San José     | LNH        | 81  | 13               | 8                | 21               | 222              | 11               | 0 | 0                    | 0                    | 11                   |                      |                      |
| 1994-1995  | Sharks de San José     | LNH        | 48  | 4                | 3                | 7                | 117              | 11               | 1 | 1                    | 2                    | 23                   |                      |                      |
| 1995-1996  | Sharks de San José     | LNH        | 78  | 12               | 4                | 16               | 192              | -                | - | -                    | -                    | -                    |                      |                      |
| 1996-1997  | Bruins de Boston       | LNH        | 80  | 7                | 8                | 15               | 97               | -                | - | -                    | -                    | -                    |                      |                      |
| 1997-1998  | Avalanche du Colorado  | LNH        | 68  | 5                | 8                | 13               | 213              | 6                | 0 | 0                    | 0                    | 25                   |                      |                      |
| 1997-1998  | Bruins de Providence   | LAH        | 4   | 0                | 0                | 0                | 31               | -                | - | -                    | -                    | -                    |                      |                      |
| 1998-1999  | Avalanche du Colorado  | LNH        | 75  | 2                | 3                | 5                | 259              | 15               | 1 | 0                    | 1                    | 14                   |                      |                      |
| 1999-2000  | Avalanche du Colorado  | LNH        | 62  | 1                | 2                | 3                | 162              | 4                | 0 | 0                    | 0                    | 0                    |                      |                      |
| 2000-2001  | Thrashers d'Atlanta    | LNH        | 82  | 6                | 7                | 13               | 226              | -                | - | -                    | -                    | -                    |                      |                      |
| 2001-2002  | Thrashers d'Atlanta    | LNH        | 46  | 4                | 4                | 8                | 135              | -                | - | -                    | -                    | -                    |                      |                      |
| 2002-2003  | Thrashers d'Atlanta    | LNH        | 74  | 2                | 4                | 6                | 171              | -                | - | -                    | -                    | -                    |                      |                      |
| Totaux LNH | Totaux LNH             | Totaux LNH | 821 | 75               | 70               | 145              | 2 364            | 47               | 2 | 1                    | 3                    | 73                   |                      |                      |

## Transactions
- 3 septembre 1991 : signe à titre d'agent libre avec les Sharks de San José.
- 21 juin 1996 : échangé par San José aux Bruins de Boston avec le choix de cinquième tour des Penguins de Pittsburgh au repêchage de 1996 (acquis précédemment, les Bruins sélectionnent Elias Abrahamsson) en retour de Al Iafrate.
- 24 octobre 1997 : signe à titre d'agent libre avec l'Avalanche du Colorado.
- 23 juin 2000 : réclamé au repêchage d'expansion par le Wild du Minnesota.
- 29 septembre 2000 : réclamé au ballotage par les Thrashers d'Atlanta.
- 7 août 2003 : annonce officiellement son retrait de la compétition.